# 黒川真頼
黒川 真頼（くろかわ まより、文政12年11月12日（1829年12月7日） - 明治39年（1906年）8月29日）は、江戸時代・明治時代の国学者、宮内省御歌所寄人、東京帝国大学教授。

## 概要
日本の古来からの歴史、制度、有職故実、風俗、律令、格式、法制史、日本文学、音韻学、美術、工芸など幅広く研究し、考証学的な知を近代に継承して、再編成した明治の碩学である。大学校、元老院、東京帝国大学で研究した著書・論文は数多く、日本文化の集成者と言われた。

## 経歴
本姓は金子、幼名は嘉吉、名は寛長、号は荻斎。上野国桐生新町（現在の群馬県桐生市）にて代々機業を営む父・金子吉右衛門治則と母・るゐの子として生まれる。生まれつき右目が不自由だったが、幼少時から家の土蔵の中で本を読みあさった。7歳の時に雨のしぶくのを聞き、「夕立やしのをたばねてふる雨に　かすかに聞こゆ馬方のこえ」と詠み家族を驚かせる。天保12年（1841年）、12歳で江戸の国学者である黒川春村に師事し、 国文、国語、音韻学、和歌などを学ぶ。その刻苦精進と博覧強記は領主・酒井忠良の認めるところとなり、御褒美書とともに扇子を受領した。
慶応2年（1867年）、春村の遺言により養子として黒川家を継ぎ、黒川春村の学統の後継者となる。

### 辞書・国史・ローマ字の編纂
明治2年（1869年）に大学校より府県学校取調御用を命ぜられ、8月に中助教となり、明治3年（1870年）語箋編輯を命ぜられる。明治4年（1871年）に文部権大助教に任ぜられる。文部省で『語彙』の編纂が企てられ、木村正辞、横山由清、岡本保孝、小中村清矩、榊原芳野、塙忠韶らと参画、後の辞書編纂の基礎をつくる。
明治6年（1873年）、文部省雇になり史略編集を命ぜられ『史略考証』三巻を編集、ローマ字での国語綴輯兼務を命ぜられ、ローマ字綴りの『横文字百人一首』を刊行している。
明治7年（1874年）、文部省より国史編纂を命ぜられ、木村正辞と分担して編纂する。また同省の命によって歴代天皇の御諡号、御名、年号の読方を考証し、『御諡号及年号読例』一巻を出版。10月31日に報告課雇を命ぜられる。明治8年（1875年） 、元老院権大書記生に任ぜられ、横山由清と『纂輯御系図』、『皇位継承篇』の編纂に従事する。

### 森有礼との国語論争、法制史の研究、古事類苑の編纂
森有礼が英語を国語として採用する論を打ち出すと、これを痛烈に批判する『言語文字改革ノ説ノ弁』を『洋々社談』第二号に発表し、日本語を守った立役者の一人となった。
明治9年（1876年）元老院大書記生に任ぜられる。明治12年（1879年）、東京大学法学部文学部講師を嘱託され、日本古代法律及び和文学を担当する。明治維新に伴う西洋の法制及び法律学の移入とともに、法制整備を目的に律令法や幕府法などの法制史の研究が行われた時の代表的な研究家の一人であった。
明治20年（1887年）、東京学士会院より『古事類苑』の編纂委員を嘱託され帝都部を編纂、農商務省の依頼で 『大日本農史』を編纂する。

### 工藝史の確立・博覧会の功労者
明治6年（1873年）ウイーン万国博覧会「出品差出勤請書」添付の出品規定においては、Fine Artの訳語を美術と定めた。
明治10年（1877年）、内務省に転じて博物館史伝課長心得となって仏国博覧会出品事務取扱を命ぜられる。この年に開催された内国勧業博覧会の際に、名誉、進歩、有功、妙技、協賛等に用いる賞牌の原型をつくり、博物局の命で『工芸志料』7巻を編纂する。従来，技術史料は廃棄される傾向が強かったが、日本技術史研究を定着させる礎となった。故郷の桐生織を日本工藝史上に特筆して位置づけている。
明治14年（1881年）、第二回内国勧業博覧会審査官等を命ぜられる。博物局が内務省から農商務省に移管されたため農商務省准奏任御用掛、博物局事務取扱となり 、東京学士会院会員に任命された。明治15年（1882年）、東京・上野に博物館（東京国立博物館の前身）が移転・開館すると、真頼が運搬担当となって皇室への献納が決まった法隆寺献納宝物を海路で横浜へ運び、横浜からは小形船に積み替えて隅田川を上り、陸揚げされた。明治22年（1889年）に帝国博物館学芸委員、臨時全国宝物取調掛として帝国博物館歴史部兼美術工芸部勤務となる。同時に皇典講究所・國學院大學でも教鞭をとる。明治23年（1890年）、第三回内国勧業博覧会審査官を拝命。

### 歌人としての活躍
明治19年（1886年）、宮内省御歌掛寄人を拝命、明治21年（1888年）宮内省御歌所寄人に就き、歌人としても活躍した。穏やかで柔和な筆勢でも知られた。

### 古代美術の研究、天長節の作詞
明治21年（1888年）に文学博士の学位を授与され、文部省の命で美術取調として10月から12月まで京都、大阪、奈良、滋賀、和歌山の寺社の宝物を巡視する。明治25年（1892年）には、宮内庁より正倉院御物整理係を命ぜられ、臨時博覧会事務局鑑査官となる。正倉院の唐櫃にしまってあった御物を硝子戸棚に陳列し、一般に拝観するようにしたのはこの時からである。
真頼が指導したアーネスト・フェノロサと岡倉天心が設立に尽力した東京美術学校が明治22年（1889年）に開校すると教諭に就任、東京美術学校の官制改正により教授に任ぜられ歴史、和文、金工、漆工史等の授業を担当する。日本美術を高く評価して世界へ紹介したことで知られるフェロノサは、ハーバード大学の同窓生である金子堅太郎の影響で日本美術に深い関心を持ち、本格的に日本美術を研究するためには誰に師事すべきかと金子に相談、大学校教授の黒川真頼と小中村清矩に学ぶことを推薦され、フェノロサは黒川に学んだ。東京美術学校の初期の学生には福田眉仙、横山大観、下村観山、菱田春草、西郷孤月らがいて、のちに高村光太郎なども受講している。日本古代美術の研究により、古代美術の評価を世界的なものにした功績は非常に大きいとされている。
明治24年（1891年）、東京音楽学校教授兼任となり、祝日祭日歌詞及び楽譜審査委員を命ぜられ、「天長節奉祝」の唱歌を作詞、奥好義が作曲して発表された。

### 法服を制定

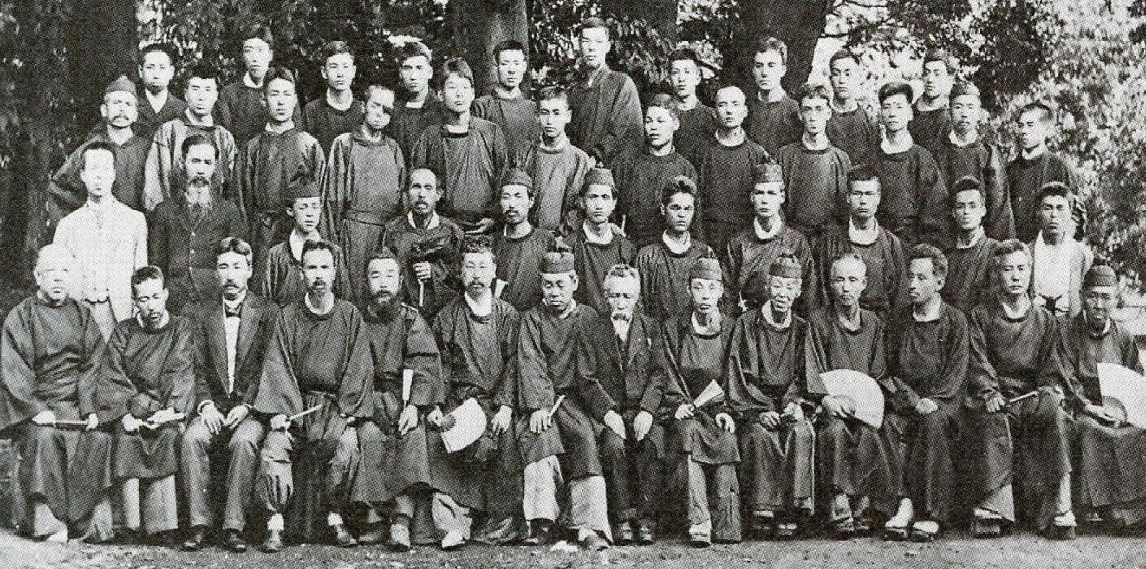
奈良時代の衣冠束帯姿を模倣した東京美術学校の制服

黒川は、東京大学で指導した岡倉天心からの依頼で当時教授をしていた東京美術学校の開設時の制服を考案した。
明治23年（1890年）、初代司法大臣・山田顕義からの依頼により、判事、検事、裁判所書記、弁護士が裁判所で着用する法服を考案した。これらの制服は、聖徳太子像より考証した古代官服風の冠と闕腋袍から成っており、当時としても異様なものであった。そのため、黒川が裁判所に事件の証人として召喚された際には、廷丁に判事と間違えられたという逸話もある。この法服考案の背景には、当時の日本は、急速な西洋化、鹿鳴館時代への反動から、日本古来の伝統を重んじる復古主義が台頭しており、裁判制度の整備は不平等条約改正のポイントのひとつでもあった。不平等な扱いと決別し、日本の「自立」を印象付けるには、「日本は長い歴史と伝統文化を持つ国」だと示す必要があった。　　　　　　　　　

### 東京帝国大学教授
明治26年（1893年）、帝国大学文科大学教授（国語学国文学国史学第三講座担当）に就任。明治28年（1895年）古事類苑編修顧問、明治29年（1896年）古寺社保存会委員、明治31年（1898年）帝国博物館鑑査委員・歴史部長心得を命ぜられるが、明治32年（1899年）に再発した中風のため起居の自由を失ったため休職、明治35年（1902年）には全ての公職から退き、勅旨を以って東京帝国大学名誉教授の名称を授与された。
明治39年（1906年）8月29日死去、享年78（満76歳）。墓所は谷中霊園。

## 研究内容・業績
- 子の真道によって『黒川真頼全集』が編纂され、『文学博士黒川真頼伝』も編まれた。
- 「Fine Art」の訳語を「美術」と制定したことについて、もともと中国から来た「美」という文字が「羊」と「大」を繋げた文字であり、羊は生贄として神様に捧げることもする御馳走であり、大きく太っている羊はうまいというのが字の由来であった。古今東西にあたって名人、天才が生んだ作品が発生する感銘は美という字の由来で縛り切れないため、真頼は「美」という字を不満に感じていた[29]。「美」という字の他にもっと良い字がないかと迷い様々な文字を検討したが適当な言葉が見当たらないため、しばらくこの字を用いると但書を書いた[30][31]。なお「美術」自体は「芸術」を翻訳した西周が翻訳したと言われる。
- 『言語文字改革ノ説ノ弁』は、「言葉は変えられないが、文字は変えられる」という説で、「西洋の言語文字に改めるのが便利であるとの説があるが、日本語は創造神の作り与えられたものであるから、日本語は変えることはできない。しかし文字は支那文字の借用であるから、時が経ったら便利なものに変えることもある。不便でもそのままにしておくのは神意に背く」という「言語神授説」に基づく考えである[32][33]。
- 大蔵省が告示した改造一円紙幣の武内宿禰（1889年（明治22年）3月15日告示）、改造五円紙幣の菅原道真の肖像（1888年（明治21年）11月14日告示）、改造十円紙幣の和気清麻呂の肖像（1890年（明治23年）7月26日告示）、改造百円紙幣における藤原鎌足 の肖像（1891年（明治24年）11月10日告示）は、文献資料や絵画・彫刻を参考にしつつ黒川真頼の考証をもとにデザインされた[34]。
- 百円紙幣、千円紙幣、五千円紙幣、一万円紙幣に登場した聖徳太子の肖像画は太子を描いた最古のものと伝えられる『聖徳太子二王子像』から採られている。この聖徳太子像において、太子が着ている服装は①「朱華衣(はねず)」という天武天皇から持統天皇在位(685～697年)までの皇族用の服であるということ②手にしている笏(しゃく)は大化３年(647年)以後に制度化されること③冠は漆紗冠(しっしゃかん)といって682年に始まったことを明らかにしている[35]。
- 19世紀末から半世紀にわたって論争された「法隆寺再建非再建論争」では、天智9年(670)4月に創建法隆寺は焼亡し、現在の西院伽藍は和銅年間(708‐715)に再建したものという説を唱えた[36]。

- 『本朝画図品目』など江戸時代に編まれた絵画の伝存や所蔵先を記した文献には、土佐光重による明徳年間（1390-93年）頃と考えられる1巻、近衛家に土佐経隆（藤原経隆）によって正和5年（1316年）描かれたとされる奥書きをもつ百鬼夜行絵巻が伝来していたと記している。存否は確認されておらずどのような内容であったかは不詳であるが、古川躬行同様に土佐経隆は12世紀の人物なので14世紀に描かれている点を考えると画家名は疑わしいと『増補考古画譜』で考察した[37]。
- 欽明天皇記を元に秦大津父が最初に市司になったという説を唱えた[38][39]。
- 長慶天皇の在位・非在位の議論では非在位説を論じた。
- 正倉院北倉に収蔵されていた赤漆文欟木御厨子の継承に関する論争において、『東大寺献物帳考証』において『万葉集』巻20に見える先太上天皇が元明であることから、中太上天皇を元正であるとした[40]。
- 正倉院御物である「金銀鈿荘唐大刀」は渡来のものであるが、その技法「末金鏤」は「平塵」であって蒔絵ではないとし、蒔絵の起源を平安時代の日本の資料に求めた[41][42]。
- 独学で日本語の文法や音韻について、詳細な研究を開始した東条義門が、『詞八衢』における本居春庭の説を展開して著した『詞の道しるべ』の受容を指摘した[43]。
- 『古事記』『日本書紀』『風土記』などから穴居に関する記述を拾い出して解説した『穴居考』は、各方面に読まれ、坪井正五郎の横穴が穴居の跡であるという説にも大きな影響を与えた[44]。
- 有田の陶芸家・酒井田柿右衛門の名声が再び高まったのは、『工芸史料』で柿右衛門を顕彰したことがきっかけである[45]。
- 東京大学文学部で学んだ高田早苗（早稲田大学初代学長）は、文学部の授業で外山正一、中村敬宇、信夫恕軒の授業に感化されたが、黒川真頼の授業が一番役に立ったという[46]。

## 死後
春村・真頼・真道三代の蔵書のうち、歌学書を中心に3387冊がノートルダム清心女子大学に、物語・随筆関係2286冊が実践女子大学に、神道関係704冊が國學院大學に、仏教関係500部が日本大学に、それぞれ「黒川文庫」として分散所蔵されている。これら所蔵左記以外にも、蔵書は分散して様々な機関に入っている。

## 栄典

### 位階
- 1883年（明治16年）12月25日 - 正七位[47]
- 1891年（明治24年）12月26日 - 従六位[48]
- 1897年（明治30年）  3月22日 - 従五位[49]
- 1899年（明治32年）  2月  2日 - 従四位[50]

### 勲章等
- 1893年（明治26年）12月28日 - 勲六等瑞宝章[51]
- 1897年（明治30年）12月28日 - 勲五等瑞宝章[52]
- 1899年（明治32年）  2月  2日 - 勲四等瑞宝章[50]
- 1906年（明治39年）  8月30日 - 旭日小綬章[53]

## 家族・親族
- 実父：金子吉右衛門治則
- 実母：金子るゐ（星野氏）
- 義父：黒川春村 - 国学者。師であり養父となる。
- 弟：金子冬樹（1832–1882）幼名・輝長、黒川春村に国学を学ぶ[54]。
  - 岳父：前原勝任（桐生天満宮神職）
  - 義弟：藤生佐吉郎（桐生物産会社頭取、桐生織近代化三功労者の一人）[55][56]。
- 長男：金子吉右衛門直吉（1849–?） - 真頼の実家・金子家を継ぐ。
  - 孫：金子竹太郎（1874–1956） - 東京高等工業学校卒。桐生織物学校教頭、両毛製織社長、桐生倶楽部初代理事長[57][58][59]。
    - 岳父：藤沼友次郎（栃木県安蘇郡堀米町町長、栃木県議会議員）
    - 義弟：藤沼庄平（内務官僚、東京府知事、警視総監、貴族院議員、内閣書記官長、枢密顧問官）
- 二男：嘉市（早世）
- 三男：伍市（早世）
- 四男：黒川眞道（1866–1925） - 東京帝国大学古典科・文學博士。帝国博物館鑑察官、國學院大學講師。『日本教育文庫』『日本歴史文庫』『日本風俗図会』等を編纂[60][61]。
  - 妻：わくり（水戸藩士・鈴木重任三女）
    - 義弟：鈴木重禮（農学博士・東北帝国大学農科大学教授、阪田貞一の娘婿）。

  - 孫：黒川眞前（1895–1945） - 東京帝国大学法科卒、大審院判事[61]。
    - 岳父：松岡義正（東京控訴院部長、京師法律学堂教習、大清民律草案起草）。

  - 孫：黒川眞武（1901–1982） - 東京帝国大学応用化学科卒・工学博士。東京大学工学部教授、通商産業省工業技術院長[61]。
    - 岳父：阪本三郎（内務官僚、早稲田専門学校長、子爵・清岡公張の娘婿）。

  - 孫：黒河綾子（眞道三女、旧制第一高等学校教授・黒河龍三の妻）
  - 孫：大久保勲（眞道四女、大黒屋・大久保久七の妻）
  - 孫：小林頼（眞道五女、呉服商・小林善兵衛の妻）
  - 孫：古山道子（眞道六女、内務官僚・古山丈夫の妻）
- 長女：柳川眞琴（1872–?） - 柳川勝二（大審院部長、東京帝国大学法学部講師、早稲田大学教授）の妻[62]。
  - 孫：柳川昌勝 - 眞琴の長男、大審院判事[63]。

## 著書
「著述書目 黒川真頼全集所収書目」（『文学博士黒川真頼伝』所収）参照

### 単著
- 『黒川真頼全集 第1』（増補訂正 考古畫譜 上巻）国書刊行会、1910年。
- 『黒川真頼全集 第2』（増補訂正 考古畫譜 下巻）国書刊行会、1910年。
- 『黒川真頼全集 第3』（美術篇，工芸篇）国書刊行会、1910年。
- 『黒川真頼全集 第4』（歴史篇、風俗篇）国書刊行会、1910年。
- 『黒川真頼全集 第5』（制度篇、考証篇）国書刊行会、1910年。
- 『黒川真頼全集 第6』（論説篇、日本文学篇、日本語学篇）国書刊行会、1910年。
- 『皇国文典初学1』文淵書堂、1873年。
- 『皇国文典初学2』文淵書堂、1873年。
- 『横文字百人一首』朝倉久兵衛、1873年。
- 『工芸志料』有隣堂、1888年。
- 『近古史要 上巻』大日本図書、1895年。
- 『近古史要 中巻』大日本図書、1895年。
- 『近古史要 下巻』大日本図書、1895年。
- 『玉の緒変格弁』（黒川真頼 啓発、三田葆光　伝述）三田葆光、1883年。
- 奥田直格 編『扶桑名画伝 第1』（黒川真道 校 小杉榅邨 解題）哲学書院、1899年。
- 黒川真道 編『文学博士黒川真頼 遺稿 墨水余滴』黒川真道、1908年7月。
- 『漆器説』。明治年間。

### 共著・編・共編
- 横山由清 共 編『纂輯御系図』須原屋松成堂、1916年。
- 横山由清 共 編『舊典類纂皇位継承篇一』松成堂、1916年。
- 横山由清 共 編『舊典類纂皇位継承篇二』松成堂、1916年。
- 横山由清 共 編『舊典類纂皇位継承篇三』松成堂、1916年。
- 黒川真頼 編『奈良の落葉』博物館、1881年。
- 黒川真頼 述、鈴木弘恭 編『詞の栞打聴』鈴木弘恭、明23.8.。
- 浜田健次郎 共著『日本通史 : 中等教育』 上巻、三省堂、1892年。
- 浜田健次郎 共著『日本通史 : 中等教育』 下巻、三省堂、1892年。
- 藤岡作太郎、石田鼎一『新編日本史教科書』（黒川真頼 閲）三木佐助、1899年2月。
- 佐々木信綱 編『墨水余滴抄』博文館〈日本歌学全書 続 第12編　明治名家家集 下巻〉、1900年、155 - 164頁。
- 国学院 編『枕草子』博文館〈名文評釈〉、1901年5月、129 - 143頁。

### 校閲・校訂
- 鈴木弘恭『新撰仮字づかひ教科書』（黒川真頼 校閲）一二三館、1894年。
- 村山徳淳編,黒川真頼閲『博物館書目解題略』巻１,博物館,明13.11.
- 羽山和卿編　黒川真道閲『和歌俳諧歌語粋金』初編上,同盟舎,明14-19.
- 岡野伊平編 黒川真頼校閲『中小学用女子文例』巻上,金鱗堂,明15.9序.
- 鈴木弘恭述, 小串隆述,黒川真頼閲『源氏物語講義』,柳河中外堂,明17-21.
- 飯島誠 著 黒川真頼校閲『和歌唱歌用語俗解』,近藤活版所,明25.3.

## 関連文献
- 舘野和己・岩崎雅美編『古代服飾の諸相』東方出版、2009年、「黒川眞頼略年表」。
- 佐藤利之「黒川真頼先生言行録」『國學院雜誌』12巻10–12号、1906年。
- 大森金五郎「黒川真頼先生の事蹟—過渡期の学者伝のうち」国史講習会『中央史談』13巻11号、1927年。
- 植木直一郎 (1940-12). “先師の面かげを描く—文学博士黒川真頼先生”. 國學院雜誌 46 (12):  p.46–50.
- 甲斐知恵子・石田淑子「黒川真頼」『近代文学研究叢書』8、昭和女子大学光葉会、1958年。
- 甲斐知恵子「近代文学資料研究日本文学篇一四五　黒川真頼」昭和女子大学『学苑』215、1958年。
- 國學院大學圖書館編刊『神道書籍解説目録』1、1960年「黒川真頼略伝」。
- 松村博司「歴史物語について—黒川真頼博士の歴史物語の説に関連して」『金沢文庫研究』95、1963年。
- 高塩博「黒川真頼」『皇典講究所草創期の人びと』国学院大学、1982年〔國學院大學日本文化研究所編刊『國學院黎明期の群像』1998年）
- 灰野昭郎「漆芸道中膝栗毛（18・19）東京蒔絵学事始め 『工芸志料』黒川真頼の筆（前・後）」河原書店『茶道雑誌』617、1997年。
- 柴田光彦「熱海来宮神社にあった田中芳男・黒川真頼の楠板奉納額—黒川文庫目録余話」『東京国立博物館研究誌』572、2001年。
- 佐多芳彦「黒川真頼の『有識故実学』」古代学協会『古代文化』547、2002年。
- 吉田衣里「明治期国学者による画史画人伝の編纂—小杉榲邨・黒川真頼を中心に」『鹿島美術財団年報』22、2004年。
- 平井啓子・大森生惠「黒川真頼頭注『新勅撰和歌集抄』（弄花軒祖能）（1・3〜5）翻字」ノートルダム清心女子大学日本語日本文学会『清心語文』7（2005）、12（2010）、14（2012）、15（2013）。
- 平井啓子「黒川真頼頭注『新勅撰和歌集抄』（弄花軒祖能）（2）翻字」工藤進思郎先生退職記念の会編刊『工藤進思郎先生退職記念論文・随想集』2009年。
- 香山キミ子「黒川真頼稿『山吹物語』翻刻と解題」工藤進思郎先生退職記念の会編刊『工藤進思郎先生退職記念論文・随想集』2009年。
- 香山キミ子「ノートルダム清心女子大学附属図書館蔵 黒川真頼詠・同春村評『もゝちとり』解題と翻刻（1〜3）」ノートルダム清心女子大学日本語日本文学会『清心語文』12–14、2010–12年。
- 浜口直也「「助詞」という名称の断絶—黒川真頼の系譜」国学院大学国語研究会『国語研究』75、2012年。
- 香山キミ子「ノートルダム清心女子大学附属図書館蔵 黒川真頼詠・同春村評『もゝちとり』解題」ノートルダム清心女子大学日本語日本文学会『清心語文』17、2015年。
- 遠藤佳那子「黒川真頼の活用研究と草稿「語学雑図」」日本語学会『日本語の研究』122、2016年。